# Zizeeria karsandra
Zizeeria karsandra (Oostelijk amethistblauwtje) is een vlinder uit de familie van de Lycaenidae, de kleine pages, vuurvlinders en blauwtjes, uit de onderfamilie van de Polyommatinae (blauwtjes). De soort is voor het eerst wetenschappelijk beschreven als Polyommatus karsandra door Frederic Moore in een puiblicatie uit 1885.

## Verspreiding
De soort komt voor in Algerije, Tunesië, Libië, Egypte, Soedan, Malta, Lampedusa, Sicilië, Rhodos, Kreta, Cyprus, Turkije, Libanon, Israël, Jordanië, Saudi-Arabië, de Verenigde Arabische Emiraten, Oman, Jemen, Pakistan, India, Bangladesh, China, Myanmar, Thailand, Laos, Cambodja, Vietnam, de Filipijnen, Maleisië, Singapore, Indonesië en Australië.

## Waardplanten
De rups leeft op:
- Amaranthaceae
  - Amaranthus viridis
  - Amaranthus tricolor
- Fabaceae
  - Melilotus indica
  - Trifolium alexandrinum
  - Zornia diphylla
- Leguminosae
  - Medicago sativa
- Molluginaceae
  - Glinus lotoides
- Zygophyllaceae
  - Tribulus cistoides
  - Tribulus terrestris